# توماس أ. موريس
توماس أ. موريس (بالإنجليزية: Thomas A. Morris)‏ هو ضابط أمريكي، ولد في 26 ديسمبر 1811 في مقاطعة نيكولاس في الولايات المتحدة، وتوفي في 1 أبريل 1904 في إنديانابوليس في الولايات المتحدة.